# The Price of Freedom
The Price of Freedom: Roleplaying in occupied America est un jeu de rôle créé par Greg Costikyan et édité par West End Games en 1986. Les joueurs y incarnent des résistants dans une Amérique envahie par l'URSS. L'accroche en est :

« A gutless President has been elected.
America has signed international agreements prohibiting "Star Wars" defenses.
The Soviet Union has developed a shield against nuclear attack.
The Soviet Premier demands American surrender.
The President complies.
Soviet troops are landing in your hometown.
In this, its darkest hours, America needs heroes.
Are you willing to pay… THE PRICE OF FREEDOM? »

soit

« Un président sans tripe a été élu.
L'Amérique a signé un traité international interdisant les défenses « Guerre des étoiles ».
L'Union soviétique a développé un bouclier anti-attaques nucléaires.
Le premier secrétaire soviétique exige la reddition des États-Unis.
Le président plie.
Les troupes soviétiques prennent pied dans votre ville.
Dans ces heures sombres, l'Amérique a besoin de héros.
Accepterez-vous de payer… LE PRIX DE LA LIBERTÉ ? »

## Ouvrages
- Greg Costikyan (ill. Stephen Crane, Diane Malz, Kevin Wilkins, couv. David Henderson), The Price of Freedom : Roleplaying in occupied America, West End Games, 1986 (ISBN 0-87431-053-9)
- Steve Gilbert et Greg Costikyan, Your Own Private Idaho, West End Games, 1987 (ISBN 978-0-87431-059-7) : les personnages-joueurs font partie d'un groupe de résistant comprenant 300 personnes, la First Idaho Brigade, et qui opère depuis la Forêt nationale de Salmon-Challis (Idaho).
- Paul Murphy, Price of Freedom Gamemaster Pack, West End Games, 1987 (ISBN 0-87431-058-X)

## Contexte historique et critiques
Le jeu est paru à la fin de la guerre froide, trois ans avant la chute du Mur de Berlin. Il a été critiqué par les commentateurs français, pour son absence de second degré et son anticommunisme primaire, à l'inverse du jeu précédent de l'auteur, Paranoïa, où l'anticommunisme était pris avec humour.
Les critiques portent principalement sur :
- la manière dont le thème est présenté ; en particulier, la partie historique contient une étude sérieuse sur l'implantation du communisme en Europe, qui ancre le jeu dans la réalité, et l'auteur utilise une rhétorique patriotique ;
- certains points de règle, comme les points d'héroïsme qui permettent aux résistants — mais pas à leurs opposants — de se surpasser — notons que ce mécanisme est fréquemment employé dans les jeux de rôle pour représenter le fait que les personnages-joueurs sont des personnages hors du commun, c'est donc plus le contexte que la règle elle-même qui pose problème —, et les règles sur la peur qui ne s'appliquent à l'inverse qu'aux troupes soviétiques et aux collaborateurs ;
- la mécanique du jeu, qui est souvent plus proche du jeu d'escarmouche : action centrée sur le combat aux dépens de l'interprétation du rôle, déplacement des personnages sur une carte quadrillée d'hexagones, utilisation de compteurs (pions pour tenir les comptes de certains scores).

Dans un entretien avec Juhana Pettersson (fi) (romancier, producteur TV, journaliste et concepteur de jeu finnois), Greg Costikyan a admis :
« My political views are not those of The Price of Freedom; at the time, I considered myself a ‘left libertarian'.
[…] 
 Some of my more liberal friends were intrigued by the idea, but repulsed by the heavy-handed nature of its political message 
[…] 
But in general, you know, it was a flop. We had quite a lot of interest from the distributors pre-publication, but in the event, it did not sell particularly well. Keep in mind that this was the Gorbachev era, US-Soviet relations were improving, and the scenario was viewed as pretty implausible. 
[…] 
[I'm] A tad embarrassed by the game. »
—  Greg Costikyan à Juhana Pettersson
,  Better Dead Than Red. Playing the right-wing roleplaying game The Price of Freedom

« Mes opinions politiques ne sont pas celles de The Price of Freedom ; à cette époque, je me considérais comme un “libertaire de gauche”. 
[…] 
Certains de mes amis plus libertaires ont été intrigués par l'idée mais repoussés par la nature maladroite du message politique […] Mais de manière générale, vous savez, ça a été un flop. Les distributeurs se sont montrés intéressés avant la publication mais finalement, les ventes n'ont pas été particulièrement bonnes. Souvenez-vous, c'était la période Gorbatchev, les relations USA-URSS s'amélioraient et le scénario était plutôt improbable. 
[…] 
[Je suis] un peu embarrassé par ce jeu. »
— Better Dead Than Red. Playing the right-wing roleplaying game The Price of Freedom